# Янко Дмитро Григорович
Дмитро́ Григо́рович Янко́ (19 жовтня 1930, Зачепилівка — 11 грудня 2015, Київ) — український мистецтвознавець, історик, громадський діяч; член Спілки радянських художників України з 1968 року та Всеукраїнської спілки краєзнавців; член-кореспондент Української академії архітектури з 2000 року.

## Біографія
Народився 19 жовтня 1930 року у селі Зачепилівці (нині Полтавський район Полтавської області, Україна). Закінчив ремісниче училище у Полтаві, Київський індустріальний технікум; у 1959 році — відділ музеєзнавства та археології історико-філософського факультету Київського державного університету імені Тараса Шевченка; пізніше курси Інституту підвищення кваліфікації керівних кадрів Міністерства культури УРСР.
Член КПРС з 1965 року. Працював науковим співробітником Київського державного музею українського мистецтва, інспектором Управління образотворчих мистецтв Міністерства культури УРСР, науковцем Відділу історії українського мистецтва Академії будівництва та архітектури УРСР, завідувачем редакції образотворчого мистецтва та головним художником видавництва «Мистецтво», був членом Головної редакції художньої літератури і видань мистецтва Держкомвидаву УРСР, експертом художньо-експертної колегії Міністерства культури УРСР, інструктором, консультантом, обіймав посаду завідувача сектору образотворчого мистецтва Відділу культури ЦК КПУ.
У 1987 році став одним із фундаторів Українського фонду культури, був обраний членом президії і першим заступником голови правління. Обирався до керівних органів Спілки художників України, Українського товариства охорони пам'яток історії та культури, Всеукраїнської спілки краєзнавців, членом Національної комісії у справах ЮНЕСКО Міністерства закордонних справ України.
Мешкав у Києві  на вулиці Суворова в будинку  № 19, квартира № 103. Помер у Києві 11 грудня 2015 року після перенесеного інсульту. Похований у Києві на Байковому цвинтарі (ділянка № 52).

## Наукова діяльність
Працював в галузях мистецтвознавства та художньої критики. Друкуватися почав з 1958 року. У його творчому набутку понад 200 публікацій з питань української культури, зокрема:
- «Образ захисника соціалістичної Батьківщини в радянському образотворчому мистецтві» (1959, у співавторстві з А. Дмитренком);
- монографія «Олександр Олександрович Ковальов» (1964);
- «Наш сучасник в творах українських художників» (1965);
- альбом «Ювілейна художня виставка 1967 року» (1969);
- стаття «Нові пам'ятники» / «Образотворче мистецтво», 1970, № 6;
- альбом «Олександр Ковальов» (1977);
- монографія «Олександр Скобликов» (1979);
- «Українська Ленініана» (1980, у співавторстві);
- «Десять літ подвижництва» (1997).

Автор альбомних видань «Пам'ятники Києва» (1974), «Пам'ятники і монументи України» (1982), «Художники України — народу», «Слава праці». Співавтор видання «Голодомор-33». Упорядник книги про діяльність Українського фонду культури «Двадцять літ подвижництва (1987—2007)».
Брав участь у написанні 6-томної «Історії українського мистецтва» (1967, розділ «Скульптура Східної України» в IV томі), у підготовці 4-томного видання «Пам'ятники містобудівництва та архітектури Української РСР», «Зводу пам'яток історії та культури України» (автор кількох статей до першої і другої частин книги «Київ»), енциклопедичного довідника «Київ», книг «У пам'яті народній» та «Художники Києва».
Автор статей у Енциклопедії сучасної України.

## Громадська діяльність
- У 1969 році прилучався до спорудження та велелюдного відкриття у Полтаві Меморіального комплексу Солдатської слави.
- Брав участь у відбудові садиби Гоголів-Яновських у селі Гоголевому Полтавської області та встановленні там пам'ятника-бюста Миколі Гоголю, відкриття якого відбулося у жовтні 1984 року.
- Впродовж 1990—1993 років разом із Борисом Олійником і працівниками Українського фонду культури здійснив заходи з проєктування і спорудження Кургана скорботи — меморіалу жертв голодомору 1932—1933 років в околицях Лубен поблизу Мгарського Спасо-Преображенського монастиря.
- Разом Борисом Олійником від Українського фонду культури сприяв спорудженню пам'ятника Тарасу Шевченку в смт Нових Санжарах на Полтавщині[2].

## Відзнаки
- Заслужений діяч мистецтв УРСР з 1974 року;

Нагороджений
- орденами «За заслуги» III (1997)[6] та II (2009)[7] ступенів, Козацької доблесті II ступеня, святого рівноапостольного князя Володимира II ступеня[2];
- медалями «За трудову доблесть», «Ветеран праці», «50 років Перемоги у Великій Вітчизняній війні 1941—1945 рр.», «Почесний ветеран», золотою медаллю ВДНГ УРСР[2];
- почесними грамотами Президії Верховної Ради УРСР (1980)[1], Кабінсту Міністрів України, Полтавської обласної ради, Київського міського голови, Новосанжарської селищної ради Полтавської області[2];
- почесною відзнакою Міністерства культури і мистецтва України «За багатолітню плідну працю в галузі культури» та Українського фонду культури «За подвижництво в культурі»[2]

Лауреат міжнародної премії імені Григорія Сковороди, почесний член Міжнародного благодійного фонду «Духовна спадщина», почесний громадянин Новосанжарщини.